# Большая жизнь. Вторая серия
«Больша́я жизнь. Втора́я се́рия» — художественный фильм режиссёра Леонида Лукова 1946 года, продолжение первой части фильма, снятой в 1939 году («Большая жизнь»). Выпущен в прокат в 1958 году. В 1963 году режиссёр смонтировал новую режиссёрскую версию, в которой, помимо изъятия всех фрагментов, где был показан (портрет в кадре) или упомянут (в тексте) Сталин, сократил две исполненные Марком Бернесом песни до одного куплета каждую.

## Сюжет
1943 год. Харитон Балун воюет в родных местах.
В родные места из Караганды приезжает инженер Петухов. После освобождения Донбасса он должен восстанавливать разрушенные шахты. В шахтёрском посёлке действует партизанский отряд. Еще недавно командовал им Хадаров, но он погиб в бою с фашистами. Вместо него отряд возглавил Илья Морозов. Выйдя из окружения, в отряд попал Ваня Курский. По заданию командира отряда он устраивается в полицию.
Начальник полиции Кузьмин готовится к отходу вместе с немцами. Но его подручный Ляготин предлагает ему сдаться, чтобы отсидев срок, жить на Родине. Перед отходом немцы хотят отправить в Германию жителей посёлка. Пытаясь спасти маленького сына, Соня прячет его в разрушенном доме. Курский с Ляготиным убивают охранников и спасают земляков от угона в Германию. В посёлке Ваня встречает Усынина. Он работал на немцев. Ваня узнаёт, что перед уходом немцы заминировали шахту и собираются взорвать её. В поисках сына Соня обошла весь посёлок, но не нашла его.
Красная Армия освободила посёлок. Усилиями Курского предотвращён взрыв шахты. На подступах к посёлку Соня находит раненого мужа. Жители освобождённого посёлка узнают, что Макар Ляготин служил в полиции по заданию партизан. Своими действиями он оказал большую помощь жителям и искупил свою прежнюю вину.
Харитон Балун комиссован из армии по ранению и остался в посёлке. Он не может смириться с тем, что потерялся его сын. Не может простить жене, что она работала у немцев уборщицей. Шахта в посёлке разрушена настолько, что принято решение закрыть её, а весь посёлок перевести в другое место. Но шахтёры не желают уезжать из посёлка и восстанавливают шахту. Целая бригада девушек приезжает в посёлок, чтобы помочь в восстановлении шахты. Невзирая на ранение, Харитон работает на восстановлении шахты.
Макара Ляготина находит Кузьмин, скрывающийся от кары за предательство. Макар вновь советует ему сдаться властям. Но Кузьмин не может сделать этого — он не боится наказания, он не сможет простить Советскую власть за то, что его раскулачили и лишили богатства. Кузьмин признаётся, что он хочет взорвать шахту. Макар предупреждает его, что если он попытается взорвать шахту, он лично убьёт его. Кузьмин признаётся, что знает, где находится сын Балуна.
Перед тем, как отступила Красная Армия, шахтёры закопали механизмы. Откачав воду из шахты, шахтёры без механизмов приступили к добыче угля вручную, одновременно пробиваясь к месту, где спрятаны механизмы. Шахта восстановлена, механизмы найдены и восстановлены. Заведующим восстановленной шахтой назначен Харитон Балун.

## В ролях
- Борис Андреев — Харитон Егорович Балун
- Пётр Алейников — Иван Семёнович Курский
- Марк Бернес — инженер Петухов
- Вера Шершнёва — Соня Осипова
- Степан Каюков — Усынин, комендант общежития, бывший председатель профкома шахты
- Лидия Смирнова — Женя Буслаева
- Алексей Краснопольский — парторг
- Лидия Карташова — Козодоева
- Иван Пельтцер — Кузьма Козодоев
- Лаврентий Масоха — Ляготин
- Юрий Лавров — Кузьмин
- Сергей Блинников — Начальник комбината
- Алла Попова — Зина

## Съёмочная группа
- Автор сценария: Павел Нилин
- Режиссёр: Леонид Луков
- Оператор: Михаил Кириллов
- Художники: Феликс Богуславский, Владимир Каплуновский
- Композитор: Никита Богословский
- Тексты песен: Бориса Ласкина, Владимира Агатова, Алексея Фатьянова
- Звукооператор: Леон Канн

## Критика
Ещё до выхода на экраны фильм был подвергнут суровой критике в печати; по поводу него было принято Постановление ЦК ВКП(б) от 4 сентября 1946 года «О кинофильме „Большая жизнь“», в котором отмечалось «примитивное изображение всякого рода личных переживаний и бытовых сцен», говорилось о необходимости «показать размах и значение восстановительных работ в Донецком бассейне», указывалось, что персонажи картины «показаны отсталыми и малокультурными людьми с очень низкими моральными качествами» и т. п.

«Наконец, третий фильм — „Большая жизнь“. То, что там изображено, это, конечно, не большая жизнь. Всё взято для того, чтобы заинтересовать нетребовательного зрителя. Одному нравится гармошка с цыганскими песнями. Это есть. Другому нравятся ресторанные песни. Тоже есть. Третьему нравятся некоторые рассуждения на всякие темы. И они есть. Четвёртому нравится пьянка, — и в фильме есть рабочий, которого нельзя заставить проснуться, если он не учует запаха водки и не услышит звона стаканов и тогда быстро вскакивает. И это есть. Любовные похождения тоже есть. Ведь различные вкусы у зрителей. О восстановлении тоже есть немного, однако, хотя это фильм о восстановлении Донбасса, там процесс восстановления Донбасса занимает лишь одну восьмую часть, и дано всё это в игрушечной смехотворной форме. Просто больно, когда смотришь, неужели наши постановщики, живущие среди золотых людей, среди героев, не могут изобразить их как следует, а обязательно должны испачкать? У нас есть хорошие рабочие, чёрт побери! Они показали себя на войне, вернулись с войны и тем более должны показать себя при восстановлении. Этот же фильм пахнет старинкой, когда вместо инженера ставили чернорабочего, дескать, ты наш, рабочий, ты будешь нами руководить, нам инженера не нужно. Инженера спихивают, ставят простого рабочего, он-де будет руководить. Так же и в этом фильме, старого рабочего ставят профессором. Такие настроения были у рабочих в первые годы Советской власти, когда рабочий класс впервые взял власть. Это было, но это было неправильно. С тех пор сколько времени ушло! Страна поднята на небывалую высоту при помощи механизации. Угля стали давать в 7—8 раз больше, чем в старое время. Почему? Потому что весь труд механизировали, потому что врубовые машины ведут всё дело. Все приспособления вместе составляют систему механизации. Если бы не было механизации, мы бы просто погибли. Всё это достигнуто при помощи машин.
Что это за восстановление показано в фильме, где ни одна машина не фигурирует? Всё по-старому. Просто люди не изучили дела и не знают, что значит восстановление в наших условиях. Спутали то, что имело место после гражданской войны в 1918—1919 годах, с тем, что имеет место, скажем, в 1945—46 годах. Спутали одно с другим.
Говорят теперь, что фильм нужно исправить. Я не знаю, как это сделать. Если это технически возможно, надо сделать, но что же там останется? Цыганщину надо выкинуть. То, что восемь девушек, случайно явившихся, повернули всё в Донбассе, это же сказка, это немыслимая штука. Это тоже надо исправить. То, что люди живут в страшных условиях, почти под небом, что инженер, заведующий шахтой, не знает, где поспать, всё это придется выкинуть. Это, может быть, и имеет место кое-где, но это нетипично. Мы целые города построили в Донбассе, не всё же это взорвано было. Если назвать этот фильм первым приступом к восстановлению, тогда интерес пропадёт, но это, во всяком случае, не большая жизнь после второй мировой войны. Если назвать фильм — „Большая жизнь“, то его придётся кардинально переделать. Вам придётся ещё новых артистов ввести (хотя артисты неплохо играют). Весь дух партизанщины, что-де нам образованных не нужно, что нам инженеров не нужно, — эти глупости надо выкинуть. Что же там останется? Так фильм выпускать нельзя, 4 700 тыс. рублей пропали. Если можно будет исправить, исправляйте, пожалуйста. Но это очень трудно будет, всё надо перевернуть. Это будет по существу новый фильм. Вы смотрите, мы предложили Пудовкину исправить фильм „Адмирал Нахимов“, он потребовал 6 месяцев, но не успеет, видимо, так как придется всё перевернуть. Он легко подошёл к такой большой проблеме, а теперь фильм у него не готов ещё, и он по существу переделывает его. Здесь тоже придётся всё перевертывать. Пусть попробуют, может быть, удастся».
— Сталин И. В. Выступление на заседании Оргбюро ЦК ВКП(б) по вопросу о кинофильме «Большая жизнь» 9 августа 1946 года
Также на заседании оргбюро ЦК ВКП(б) от 9 августа 1946 года стало известно, что на съёмку фильма были потрачены 4,7 млн. рублей. Иосиф Сталин иронически прокомментировал этот факт: «Пропали деньги».